# Cerkev sv. Mihaela na Blokah
Cerkev sv. Mihaela na Blokah je glavna cerkev župnije Bloke. Nahaja se pri Fari na Blokah. Župnijo so ustanovili oglejski patriarhi, ki so imeli od 11. stoletja v lasti Kras z Vipavo, Postojno, Cerknico, Lož (kamor je spadala bloška župnija) in zemljo do Reke.

## Zgodovina
V 13. stoletju je bilo cerkveno posestvo na Blokah v lasti Oglejskih patriarhov, prej pa od Turjaških grofov, ki so imeli tam gozdove. Župnija Bloke je spadala k župniji Lož na Notranjskem, obe sta pripadali arhidiakonatu Kranjske. Oglejski so dali cerkveno posestvo v fevd Vovbrškim grofom, ki so imeli še grad Lož, kar je kasneje v last dobilo Nadliško gospostvo. Sredi 14. stoletja so koroški plemiči Ortenburžani na kočevskem naselili Nemce in zanje zidali cerkve, tudi župnija Bloke je bila pod njihovim okriljem. Natančno poročilo imamo iz leta 1332, ko se je cerkev ločila od župnije Lož in je označena za farno. Zaradi turških vpadov je med leti 1446–1472, slednjega leta so Turki cerkev požgali. 
Od leta 1940 dalje je bil župnijski upravitelj g. Andrej Makovec, ki je podrobno popisal cerkveni inventar in dogodke. Takrat naj bi župnija obsegala še sosednja posestva Loškega Potoka, Sv. Trojice in sv. Vida nad Cerknico. Sedanja cerkev je bila sezidana leta 1850, zvonik je bil povišan leta 1868, v prezbiterij pa so 1891 postavili nove oltarje. Posvečena je bila 4. avgusta 1894, ko so pod križev pot postavili 12 križev. 

## Kapacitete
"Cerkev je znotraj dolga 29 m, v ladji široka 10 m, v prezbiteriju 7,87 m, v ladji je visoka 10 m, v prezbiteriju 11 m; zunaj je cerkev visoka do strehe 10 m, do vrha strehe meri 15 m; zvonik je širok 5 krat 5 m, do strehe meri 23 m, ven do vrha pa okoli 36 m,"  piše Andrej Makovec leta 1954.